# Landgericht Klettgau

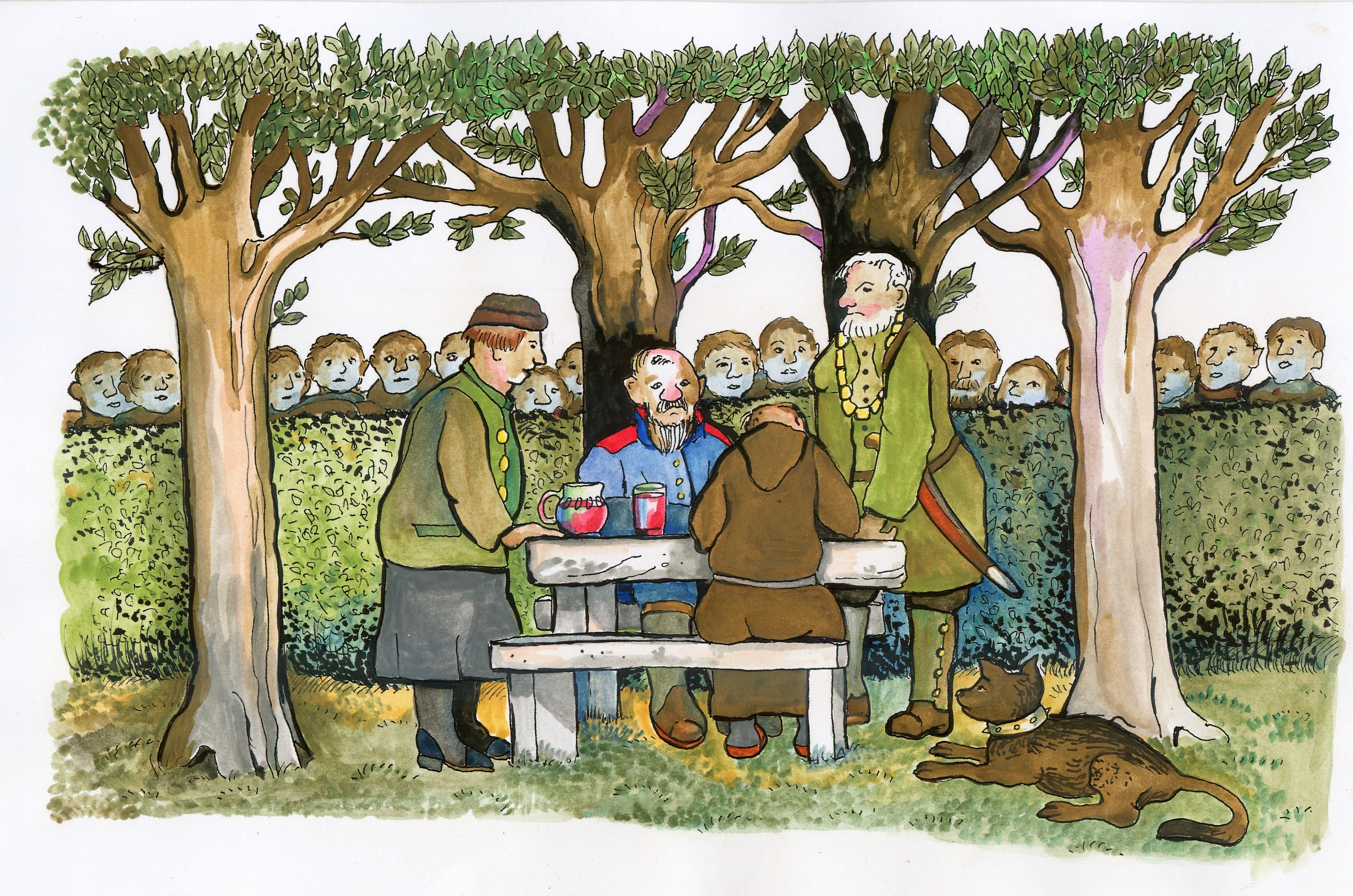
Ausstellen einer Urkunde im Mittelalter, Zeichnung von Wolf Papst, Rheinheim

Das Landgericht Klettgau war ein mittelalterliches Gericht in der Landgrafschaft Klettgau, welches ab 1361 erstmals als solches genannt wurde.  

## Geschichte
Bereits in der Frühzeit wurde an öffentlichen Plätzen Gericht gehalten, ursprünglich war dies der Thing. In den Achterklärungen des Othram von Weissenburg wird der Langenstein als Gerichtsort erstmals 1020 genannt.
Othram war wegen des Hofguts zu Weissenburg in Streit mit dem Kloster Rheinau geraten. Kaiser Heinrich II. schlichtete den Streit, indem er es dem Kloster vermachte: ab uno exlege homine, Othram dicto, justo judicum judicio adjudicatum fuit, situm in pago Chlegeuwe, in comitatu Radebotonis. Georg Wilhelm Zapf bemerkt dazu, dass damit die Weissenburg gemeint sei. Unweit der Weißenburg im Gewann Hüller lag auch ein Richtersitz des Landgerichts in Form dreier großer Steine. Auch am Langenstein saßen die Grafen von Habsburg zu Gericht, so auch am 18. April 1380, an dem der Landgraf Rudolf IV. hier letztmals offenlich zu Gerichte saß. Von da an ließen sich die Landgrafen von Landrichtern vertreten. Die Bezeichnung Landrichter ist von der Bezeichnung des Landgrafen abgeleitet. Landrichter waren je nach Landesgegend unterschiedlichen Standes, im Klettgau waren es Freie, die jedoch nicht dem Adel angehörten. Neben den Verfahren in Rechtssachen wie (Lehen, Käufe und Verkäufe, Bestätigungen von Rechten, Beglaubigungen etc.) war das Landgericht für die Blutgerichtsbarkeit und Acht und Überacht zuständig.
Auch noch „nach 1400 wurde Landgericht […] unter freiem Himmel abgehalten, gewöhnlich ‚an freier kaiserlicher des Reichs Straße‘, bis die Gerichtstage etwa von der Mitte des 15. Jahrhunderts an vor allem bei schlechter Witterung in die Ratshäuser oder bestimmte Wirtshäuser wie den ‚Adler‘ in Oberlauchringen und ‚Engel‘ in Lottstetten verlegt wurden.“

## Ablauf
Die Orte der Verhandlungen wurden nach Bedarf gewählt, meist waren es markante Geländepunkte oder besondere Naturdenkmäler. Dazu wurde von den Knechten durch Fällen von Gehölz um den Gerichtsort eine Landschranne errichtet, welche das Publikum vom Gericht trennte. Dann wurde der Urteilssprecher vereidigt und er eröffnete mit dem Stab die Verhandlung. In der Frühzeit fanden diese Verhandlungen stets unter freiem Himmel statt, oft wechselten die Orte, erst ab dem 15. Jahrhundert wurde das Rathaus als Versammlungsort genutzt. Dem Kläger war im Prinzip immer der Weg zur höheren Instanz bis zum König (Hofgericht) möglich. Die Stadt Tiengen war nicht dem Landgericht unterworfen sie hatte ihre eigene Gerichtsbarkeit, das Stadtgericht Tiengen. Zudem gab es noch das Dinghofgericht für die Freien.
Noch Ende des 18. Jahrhunderts nannte sich Johann Baptist Würtenberger frey-kayserlicher Landrichter im Klettgau und hielt im Namen des Fürsten Johann von Schwarzenberg auf der frey-kayserlichen Landstrassen und einziger Malstatt offen verbanntes Landgericht zu Rheinheim ab. Letzter amtierender Landrichter des Landgerichts Klettgau war Sigmund Buri von Schwerzen.

## Landrichter im Klettgau
- Peter Vierer, 1337
- Johann Has, 1380–1398
- Konrad Täninger, 1403–1420
- Cunrat Uffhofer oder Konrad Uffhauer 1424–1425
- Nicolas Indigkofer, 1430
- Konrad Matzinger, 1434–1472
- Hans Braunstein, 1482
- Mathis Loholzer, 1483
- Jos Brunner, 1484
- Jos Blenck, 1496
- Peter Bierer, 1504–1531
- Hans Steger, 1512, Vogt zu Mettingen
- Hans Jakob von Heidegg, Obervogt zu Küssenberg und Statthalter des Grafen Rudolf von Sulz, 1514 wird er als Landrichter genannt.
- Peter Frey, 1523
- Konrad Meyer, Vogt von Geisslingen, 1535
- Hans Gering, 1562
- Thoman Boller, 1572
- Dieter Zimmermann, 1587–1589
- Johann Jakob von Beck, 1599, Obervogt
- Bernhard Meyer, 1606
- Jakob Strässler, Vogt zu Bühl, 1618–1620
- Hans Schilling, Vogt zu Grießen, 1629
- Leonhard Huber, Vogt zu Erzingen, 1678
- Johann Stoll, Vogt zu Grießen, 1693–1708
- Johann Baptist Würtenberger, Vogt und Adlerwirt von Oberlauchringen, 1785–1793,
- Sigmund Bury, 1802–1803 Reichsdeputationshauptschluss

## Überlieferte Orte, an denen das Landgericht tagte
- am Langenstein (bei Tiengen)
- an der Rheinhalde bei Rheinau, (uf der Rinhalde by Rinow, Rinow uff der Halden)
- ze Tikki, ze de Dikke zur Dicke, (zwischen Neunkirch und Wilchingen ?)
- ze den linden by Schaffhusen bei Schaffhausen
- vor Schafhusen im Brwurff bei Schaffhausen
- uf der Fluh oder by den Fluhn bei Kaiserstuhl
- uff der brugg bei Kaiserstuhl (nur zur Vidimierung der Königlichen Privilegien)
- zu Oberlauchringen an freier Reichsstrass
- am Radbrunnen in Erzingen
- zu Grießen an freier kaiserlicher und des heiligen Reichs Strassen
- zŭ Mettingen im torffe
- im Hüller bei Weisweil
- zu Dangstetten
- zu Schwerzen
- zu Lottstetten
- zu Geisslingen
- zu Trasadingen
- zu Willmendingen u. a.

## Weitere mittelalterliche Gerichte in der Umgebung
Die benachbarte Landgrafschaft Stühlingen hatte ein eigenes Gericht, das Landgericht Stühlingen. Die Stadt Kaiserstuhl AG hatte ebenfalls ein eigenes Stadtgericht, das dem Bistum Konstanz unterstellt war. Für den Hotzenwald war das Waldvogteiamt zuständig. Die Städte Zürich, Schaffhausen, Aarau, Brugg und Baden AG hatten ihre eigenen Stadtgerichte, bzw. zählten als Gemeine Herrschaften wie die Grafschaft Baden zur alten Eidgenossenschaft. Die Waldstädte und das Fricktal unterstanden der Regierung Vorderösterreichs in Ensisheim.